# Janakaloti, Madhugiri
Janakaloti là một làng thuộc tehsil Madhugiri, huyện Tumkur, bang Karnataka, Ấn Độ.